# 里村 (鹿児島県)
里村（さとむら）は、鹿児島県の北西に位置した薩摩郡の中で、九州本土から離れた東シナ海の甑島列島にかつてあった村である。2004年（平成16年）10月12日に郡内の8町村と川内市が合併し薩摩川内市となった。

## 地理
鹿児島県の北西部、鹿児島市の北西約80kmの東シナ海に浮かぶ甑島列島の上甑島の最東端に位置する村である。村の中心部は陸繋島（りくけいとう）と呼ばれる砂洲の上に集落があり、村の全人口の大部分がこの砂洲上に集中しており、一部は上甑の本島にも広がっている。
鹿児島県本土からの交通は、いちき串木野市の串木野新港よりの高速船（所要時間約50分）とカーフェリー（同1時間20分）で、船以外の交通手段はなく、駅、空港等も設置されていない。
大字は里のみがあり、現在の薩摩川内市里町里の全域にあたる（地理的範囲は里村域と同義である）。

## 沿革
- 1891年（明治24年）- 上甑村から分立して甑島郡里村が成立[1]。
- 1897年（明治30年）4月1日 - 郡の統合により薩摩郡に所属[2]。
- 1991年（平成3年）- 村政施行100周年。
- 2004年（平成16年）- 川内市・入来町・祁答院町・東郷町・樋脇町・鹿島村・上甑村・里村・下甑村が合併し、薩摩川内市となる。

## 行政
- 行政
  - 里村役場（現在の薩摩川内市役所里町支所）
- 警察
  - 川内警察署里派出所（現在の薩摩川内警察署里町派出所）
- 学校
  - 里村立里小学校 （現・薩摩川内市立里小学校）
    - 里村立里小学校付属幼稚園 （現・薩摩川内市立里小学校付属幼稚園）

  - 里村立里中学校 （現：薩摩川内市立里中学校）

村内、島内に高等学校は無い。その為、中学校卒業後進学する者は、親元を離れ寮生活や下宿生活を余儀なくされる（交通手段が船しか無いため、島外への通学は不可能）。
- 郵便局
  - 里郵便局

里村には郵便番号は896-11○○が割り当てられているが、896-1101が割り当てられている大字里にほとんどの住民が居住しているため、その他の番号が実際に使用されているかは不明。
- 銀行
  - 南日本銀行のATMが町内1箇所と、ゆうちょ銀行ATMが1箇所設置されている。

## 地区
村内を五つに地域分けしている。薗上、薗中、薗下、村東、村西の5地区に分けられ各地区に小字が複数存在する。村内には、地区ごとに公民館が設置され、地元消防団も地区毎で構成されている。

## 生活・観光
里村には、個人商店の小売店の他、スーパーマーケットはあるがコンビニエンスストア等の24時間営業の店舗は一切無い。娯楽施設も唯一、村内に存在するのはパチンコ屋のみである。
村内には、里港入口付近に村内唯一の信号機並びに歩行者信号が存在する。これは、村の子供たちが島外に出た際に信号で戸惑うことが無いように設置されたものである。
里村は観光地、または磯釣りの穴場としてしばしば釣り番組や観光番組等にも紹介されており、年間を通し釣り客が九州各県、全国から訪れる。宿泊には、民宿の他、和風旅館が集落の北端に、洋風ホテルが里港付近にある。このホテルは島内唯一の温泉施設でもあるが、源泉の温度が低いため再度沸かした上で供用している。
里集落から山を越えた北西側の海岸には海水浴場とキャンプ場がある。
鹿の子百合の自生地として知られ、夏には村内において自生の鹿の子百合が咲く。
特産品としては、鹿の子百合、さつまあげ(地元では、つけあげ)、黍女子（キビナゴ）、六代目百合焼酎などがある。

## 出身者
- 石神球一郎 - 台湾鉱業会理事及び金瓜石鉱山所長。ラムネ温泉経営者。

## 交通

### 道路
- 一般県道
  - 鹿児島県道348号桑之浦里港線
  - 鹿児島県道352号瀬上里線